# Сан-Педру (Фуншал)
Сан-Педру (порт. São Pedro) — район (фрегезия) в Португалии, входит в округ Мадейра. Расположен на острове Мадейра. Является составной частью муниципалитета Фуншал. Население составляет 7681 человек на 2001 год. Занимает площадь 1,49 км².